# Zenonia 4
Zenonia 4: Return of the Legend es un juego de rol de acción creado, desarrollado y distribuido por Gamevil para Android y iOS. Es la secuela de Zenonia 3 y el cuarto juego en la serie Zenonia. Fue lanzado para la App Store el 22 de diciembre de 2011, Google Play el 13 de febrero de 2012, y Amazon Appstore el 4 de mayo de 2012.

## Jugabilidad
Zenonia 4 sigue la fórmula general de jugabilidad de sus predecesores, incluyendo combate en tiempo real y exploración. El jugador controlará al protagonista, Regret, con la cruceta virtual. Junto a las misiones principales que avanzan la historia central, el jugador podrá aceptar misiones secundarias de personajes no jugables (NPC) en pueblos y otras ubicaciones. El juego tiene cuatro clases disponibles para elegir: Slayer (un luchador poderoso de clase cuerpo a cuerpo), Blader (un luchador de clase cuerpo a cuerpo con ataques rápidos), Ranger (una clase de rango capaz de apuntar en un área amplia) y Druid (una clase de rango especializada en ataques de proyectiles). El juego cuenta con zen, una moneda dentro del juego que puede ser comprada utilizando dinero en la vida real para comprar ítems poderosos y útiles. Por ejemplo, el aliento de dragón se encuentra en la tienda, incrementando el nivel de refinamiento de un ítem en 3, y también existe el «enrutamiento automático», que hará que el jugador recoja automáticamente los ítems (soltados) en la pantalla. También existe el oro, la moneda principal dentro del juego. Esto se utiliza para comprar, combinar y refinar, entre otras cosas. Se podrán comprar ítems de nivel 5-20, para comprar pergaminos para combinar y crear mejores ítems, y comprar los ingredientes necesarios. El jugador podrá competir en batallas en línea 2 contra 2 o 1 contra 1. También existen las pruebas, donde se podrá pagar para jugar, y se jugará de a un jugador o de a dos de forma cooperativa. Se deberá luchar contra monstruos cada vez más fuertes, ganando una gran cantidad de experiencia, y también se obtendrá un trofeo en caso de vencer a todos los monstruos o ganar todos los niveles.

## Sinopsis
El protagonista del primer juego de Zenonia, Regret, regresa como el protagonista en Zenonia 4. Diez años después de los eventos de Zenonia 3, Regret se encuentra atrapado en la tierra de los caídos, un mundo que se encuentra entre la muerte y la consciencia. Regret es abordado por su yo del futuro para advertirle de un amo oscuro que se encuentra en ascenso y amenaza a la tierra de Zenonia. Con la ayuda del hada Anya, Regret busca detener el ascenso del amo oscuro y salvar a Zenonia.

## Recepción
La recepción general de Zenonia 4 ha sido positiva. El juego recibió un 77/100 en el sitio web agregador de reseñas Metacritic, con reseñas generalmente favorables. Slide to Play le dio al juego un 3/4, felicitando sus elementos de RPG profundos, pero criticándolo por su dependencia de las subidas de nivel y las misiones de búsqueda. Pocket Gamer le dio al juego un 7/10 y un premio de bronce, elogiando sus gráficos, pero criticando al juego por adherirse fuertemente a la fórmula de sus predecesores. AppSafari, por otro lado, fue más positivo en su evaluación, dándole al juego un 5/5, y diciendo que «...esta es, sin lugar a dudas, la mejor entrega en la serie. E incluso iré un poco más lejos y diré que este es uno de los mejores juegos jamás lanzados como aplicación en el iPhone».